# Свети Донат (Бузет)
Свети Донат (итал. Casa San Donato) је насељено место у унутрашњости Истарске жупаније, Република Хрватска. Административно је у саставу града Бузета.

## Становништво
Према последњем попису становништва из 2001. године у насељу Свети Донат живело је 77 становника који су живели у 17 породичних домаћинстава.
Кретање броја становника по пописима 1857—2001.
| година пописа  | 1857. | 1869. | 1880. | 1890. | 1900. | 1910. | 1921. | 1931. | 1948. | 1953. | 1961. | 1971. | 1981. | 1991. | 2001. |
| бр. становника | 160   | 173   | 179   | 211   | 264   | 300   | 0     | 0     | 230   | 218   | 159   | 101   | 107   | 94    | 77    |

Напомена:До 1910. те у 1953. и 1961. исказивано под именом Св. Донат, у 1948. под именом Св. Донат-Бреги, а у 1971. и 1981. под именом Донат. У 1921. и 1931. подаци су садржани у насељу Подкук.